# Dorfgrund Mühle
Dorfgrund Mühle nebo Grundmühle je zaniklá německá osada, která patřila k zaniklé německé vesnici Velká Střelná ve vojenském újezdu Libavá v okrese Olomouc v Olomouckém kraji. Nachází se v pohoří Oderské vrchy (subprovincie pohoří Nízký Jeseník) u potoka Lichnička. Osada zanikla někdy dříve před druhou světovou válkou.

## Další informace
V osadě, která ležela u cesty ze Smilovského Mlýna na Velkou Střelnou, se nacházel vodní mlýn s náhonem a vodním kolem na svrchní vodu. Mlýn vznikl v 18. století nebo dříve. Mlynáři, kteří působili na mlýně, měli příjmení Schwarz, Schäfer, Hampel a Schenk. V terénu mlýna už téměř není možné nalézt stopy po budovách osady Dorfgrund Mühle.
Protože se místo nachází ve vojenském prostoru, tak bez příslušného povolení není veřejnosti přístupné. Obvykle jedenkrát ročně může být místo nebo jeho okolí přístupné v rámci cykloturistické akce Bílý kámen.